# Опатоваць (Ловас)
Опатоваць (хорв. Opatovac) — населений пункт у Хорватії, у Вуковарсько-Сремській жупанії у складі громади Ловас.

## Населення
Населення за даними перепису 2011 року становило 345 осіб.
Динаміка чисельності населення поселення:

## Клімат
Середня річна температура становить 11,19 °C, середня максимальна – 25,31 °C, а середня мінімальна – -5,34 °C. Середня річна кількість опадів – 643 мм.
| Клімат поселення                              | Клімат поселення | Клімат поселення | Клімат поселення | Клімат поселення | Клімат поселення | Клімат поселення | Клімат поселення | Клімат поселення | Клімат поселення | Клімат поселення | Клімат поселення | Клімат поселення | Клімат поселення |
| Показник                                      | Січ.             | Лют.             | Бер.             | Квіт.            | Трав.            | Черв.            | Лип.             | Серп.            | Вер.             | Жовт.            | Лист.            | Груд.            |                  |
| Середній максимум, °C                         | 6,20             | 7,86             | 12,28            | 17,06            | 22,41            | 25,31            | 25,15            | 24,76            | 20,73            | 15,31            | 9,47             | 5,75             |                  |
| Середня температура, °C                       | 0,42             | 2,10             | 6,53             | 11,28            | 16,63            | 19,54            | 21,26            | 20,88            | 16,82            | 11,39            | 5,58             | 1,85             |                  |
| Середній мінімум, °C                          | −5,34            | −3,67            | 0,77             | 5,51             | 10,88            | 13,77            | 17,35            | 16,96            | 12,92            | 7,50             | 1,66             | −2,06            |                  |
| Норма опадів, мм                              | 41               | 37               | 39               | 52               | 59               | 84               | 66               | 59               | 48               | 49               | 58               | 51               |                  |
| Середньомісячна швидкість вітру, м/с          | 2.20             | 2.43             | 2.86             | 2.71             | 2.46             | 2.20             | 2.20             | 2.00             | 2.00             | 2.20             | 2.26             | 2.26             |                  |
| Середньомісячна сонячна радіація, кДж/м²·день | 4368             | 7132             | 11227            | 15680            | 19479            | 21722            | 22514            | 20471            | 15190            | 9677             | 5000             | 3641             |                  |
| --------------------------------------------- | ---------------- | ---------------- | ---------------- | ---------------- | ---------------- | ---------------- | ---------------- | ---------------- | ---------------- | ---------------- | ---------------- | ---------------- | ---------------- |
| Джерело:                                      |                  |                  |                  |                  |                  |                  |                  |                  |                  |                  |                  |                  |                  |